# Rising Force
Rising Force er Yngwie J. Malmsteens debutalbum der blev udgivet i 1984 gennem Polydor Records.

## Numre
Alle sangene er af Malmsteen.
1. "Black Star" – 4:53
2. "Far Beyond The Sun" – 5:52
3. "Now Your Ships Are Burned" – 4:11
4. "Evil Eye" – 5:14
5. "Icarus' Dream Suite Op.4" – 8:33
6. "As Above, So Below" – 4:39
7. "Little Savage" – 5:22
8. "Farewell" – 0:49

## Musikere
- Yngwie J. Malmsteen – Alt elektronisk, akustisk guitar, bas og Taurus baspedal
- Barriemore Barlow – Trommer
- Jens Johansson – Keyboard
- Jeff Scott Soto – Vokal